# Романовський Іван Павлович
Іван Павлович Романовський (16 (28 квітня) 1877, Луганськ — 5 квітня 1920, Константинополь) — російський воєначальник українського походження, учасник Російсько-японської, Першої світової та Громадянської війон. Генерал-лейтенант (1919), видний діяч Білого руху на Півдні Росії.
Один із організаторів Добровольчої армії, першопохідник. Заступник Верховного Головнокомандувача Збройних Сил Півдня Росії та начальник його штабу, член Особливої наради. 5 квітня 1920 року був убитий у Константинополі колишнім співробітником контррозвідки денікінської армії.

## Біографія

### Перші роки
Народився в родині артилерійського офіцера у Луганську, де його батько працював на патронному заводі. Закінчив 2-й Московський кадетський корпус (1897), Костянтинівське артилерійське училище та Миколаївську академію Генерального штабу (1903).

### Офіцер Генерального штабу
Служив у лейб-гвардії 2-ї артилерійської бригади. Після закінчення Академії Генерального штабу брав участь у російсько-японській війні. З вересня 1904 — обер-офіцер для особливих доручень при штабі 18-го армійського корпусу. У 1906—1909 pp. — обер-офіцер для доручень при штабі Туркестанського військового округу, у січні — жовтні 1909 — старший ад'ютант штабу того ж округу. Їздив у Бухару і Памір, до кордонів Афганістану, зі зняттям планів місцевості. Результатом цієї роботи стала докладна карта Паміру.
З жовтня 1909 року служив у Головному управлінні Генерального штабу помічником діловода мобілізаційного відділу. З 1910 — помічник начальника відділення у відділі чергового генерала Головного штабу. З 1912 — полковник і начальник того ж відділення, що відав призначеннями в армії.

### Учасник Першої світової війни

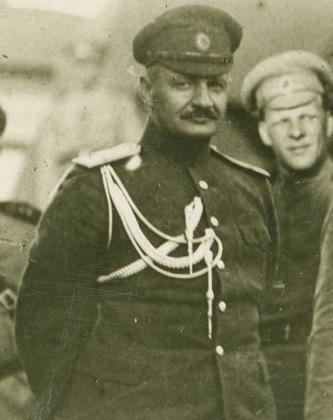
Іван Павлович Романовський, 1917 рік.

З початком Першої світової війни, 9 вересня 1914 року був призначений начальником штабу 25-ї піхотної дивізії. Було надано Георгіївську зброю
|  | За то, что принимая в бою 4—7-го августа самое энергичное участие, подвергая свою жизнь явной опасности, исполнял боевые поручения по сбору сведений о положении дел, чем способствовал верной оценке и удачным действиям дивизии. |

6 серпня 1915 призначений командиром 206-го піхотного Сальянського полку 52-ї піхотної дивізії. В одному з офіційних документів — поданні до чину генерала — його діяльність як командира полку описувалася так:
24 червня — Сальянський полк блискуче штурмував найсильнішу ворожу позицію… Полковник Романовський разом зі своїм штабом кинувся з передовими ланцюгами полку, коли вони були під найжорстокішим вогнем супротивника. Деякі з тих, хто його супроводжував, були поранені, один убитий і сам командир… був засипаний землею від снаряда, що розірвався… Таку ж блискучу роботу дали Сальянці 22 липня. І цією атакою керував командир полку на відстані лише 250 кроків від атакованої ділянки під загороджувальним вогнем німців… Видатні організаторські здібності полковника Романовського, його вміння дати виховання військової частини, його особиста відвага, поєднана з мудрою обачністю, коли це стосується його частини, чарівність його особистості не тільки на чинів полку, а й на всіх, з ким йому доводилося стикатися, його широка освіта і вірний окомір — дають йому право на вищу посаду.
З жовтня 1916 — генерал-квартирмейстер штабу 10-ї армії. Цього ж року проведений генерал-майори. У березні — липні 1917 року — начальник штабу 8-ї армії за командувача армії генерала Лавра Корнілова. Незабаром після призначення генерала Корнілова Верховним Головнокомандувачем (18 липня 1917 року) генерал Романовський був призначений генерал-квартирмейстером свого штабу. Активний учасник виступу генерала Корнілова у серпні 1917 року. Разом із Корніловим, А. І. Денікіним та деякими іншими генералами на початку вересня 1917 р. був заарештований Тимчасовим урядом і ув'язнений до Бихівської в'язниці.

### Один із керівників Добровольчої армії та ЗСПР

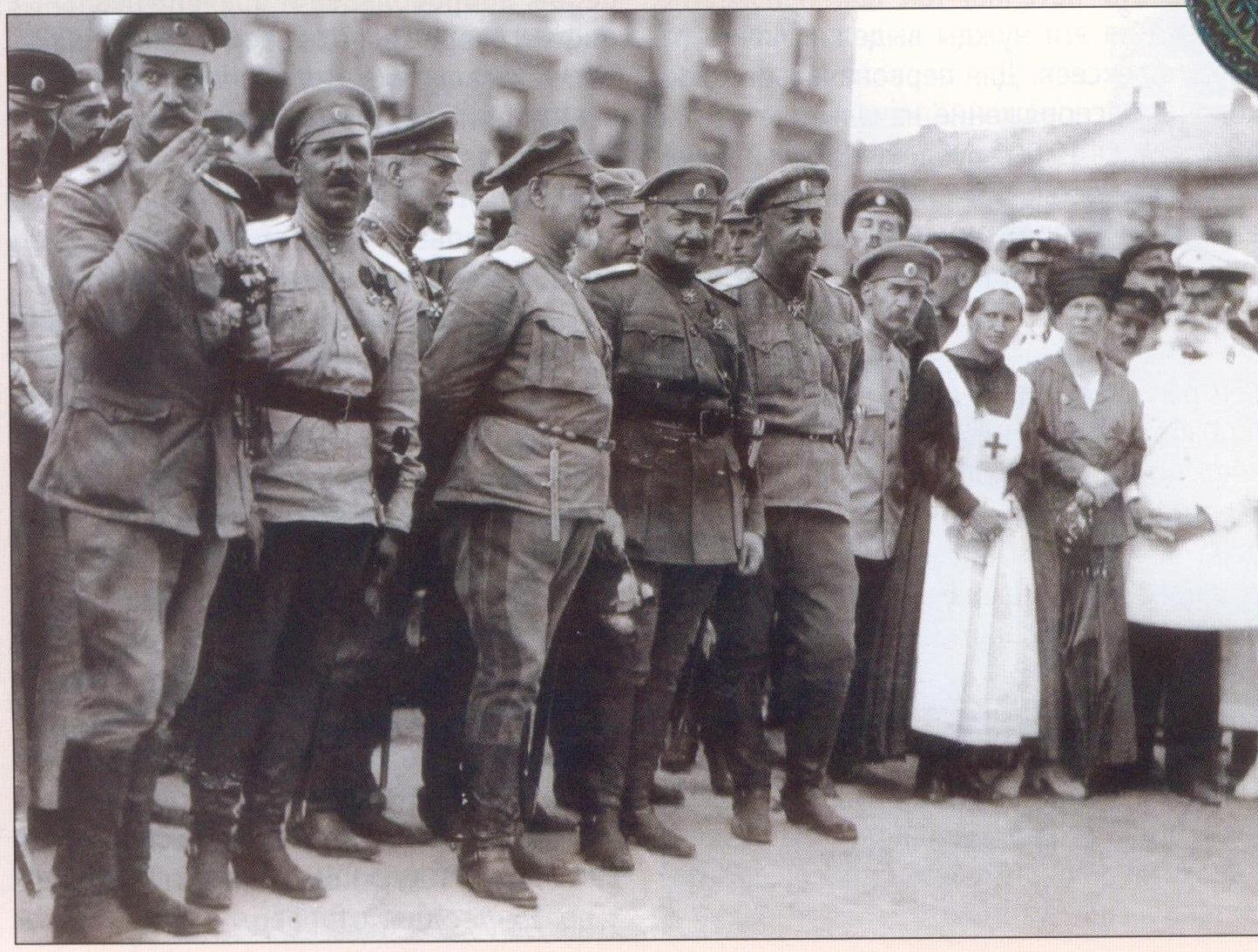
Парад у Харкові, 5 липня (22 червня ст. ст) 1919 року. У центрі Романовський та Денікін

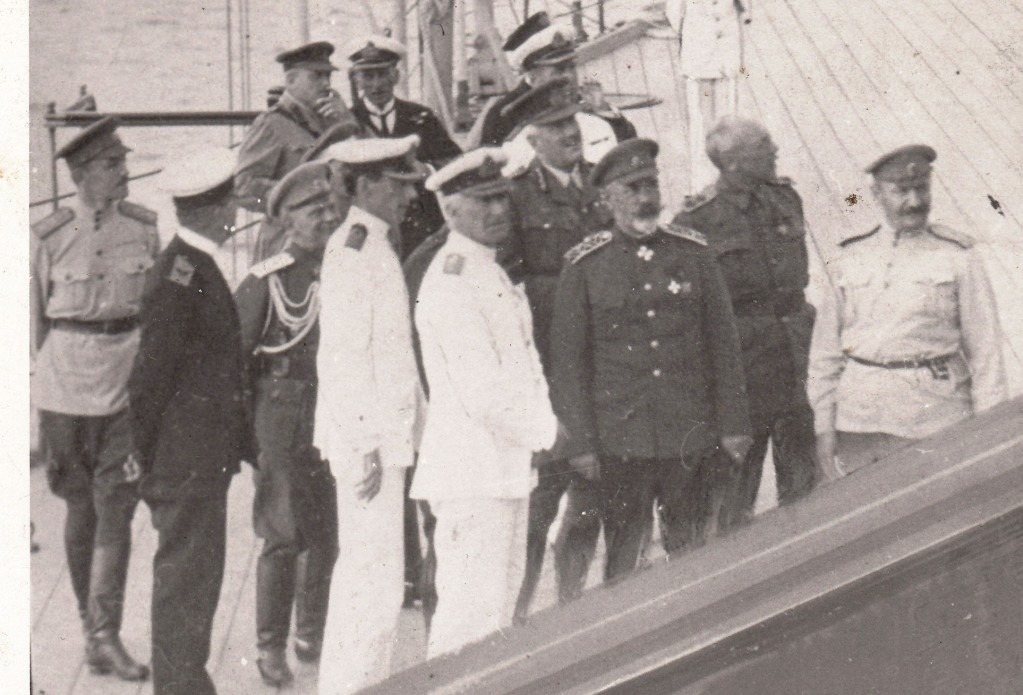
Романовський (крайній праворуч) супроводжує Денікіна під час зустрічі з групою офіцерів-союзників

Після втечі з Бихівської в'язниці перебрався на Дон у листопаді 1917 року і взяв безпосередню участь у створенні формування Добровольчої армії, з грудня 1917 року був начальником стройового відділу штабу армії. У зв'язку з призначенням генерала О. С. Лукомського представником при Донському отамані 2 лютого 1918 був призначений на його місце начальником штабу Добровольчої армії. Учасник 1-го Кубанського «Крижаного» походу. Після загибелі генерала Корнілова (31 березня 1918 при штурмі Катеринодара) залишений начальником штабу при командуванні армією генерала Денікіна.
Був начальником штабу Добровольчої армії, потім начальником штабу ЗСПР. З 1919 року — генерал-лейтенант. Мав великий вплив на генерала Денікіна, який у своєму заповіті зробив його наступником у разі загибелі. Був непопулярний в армії, де його вважали винуватцем поразок. Монархічні кола звинувачували Романовського у співчутті до лібералів і навіть у масонстві. Ходили чутки про його винність у смерті М.Г. Дроздовського, який в останні місяці свого життя перебував у гострому конфлікті з Романовським.

Денікін так писав про причини непопулярності генерала Романовського:
Цей «Барклай де Толлі» добровольчого епосу прийняв на свою голову всю ту злість та роздратування, які накопичувалися в атмосфері жорстокої боротьби. На жаль, характер Івана Павловича сприяв посиленню неприязних щодо нього відносин. Він висловлював прямолінійно і різко свої погляди, не вдягаючи в прийняті форми дипломатичного лукавства. Низки колишніх і непотрібних людей були до мене з різноманітними проектами та пропозиціями своїх послуг: я не приймав їх; мою відмову доводилося передавати Романовському, який робив це сухо, не раз із мотивуванням, хоч і справедливим, але образливим для прохачів. Вони забирали свою образу і збільшували кількість його ворогів.
Думка про Романовського в Добровольчій армії:
Радісний і бадьорий їхав до Мечетинської Михайло Гордійович, а повернувся звідти у пригніченому настрої, дізнавшись, що Начальником Штабу Денікіна є ген. Романовський. На питання оточуючих, Дроздовський відповідав: «Там Романовський — не буде щастя».
Особливо [у білій армії 1919 року] чомусь ненавиділи генерала Романовського. Я зовсім не знав покійного, ніколи з ним не зустрічався, але не здивувався його вбивству в Константинополі. На думку армії, він був тим злим генієм, вплив якого пояснював усі невдачі добровольчого руху.
16 березня 1920 року після приїзду до Феодосії склав із себе повноваження начальника штабу. У наказі Денікіна про звільнення Романовського з посади йшлося:
Неупереджена історія оцінить беззавітну працю цього найхоробрішого воїна, лицаря обов'язку і честі і безмежно люблячого Батьківщину солдата і громадянина. Історія затаврує зневагою тих, хто за своєкорисливими спонуканнями ткав павутину мерзенного наклепу навколо чесного і чистого імені його.

### Загибель
22 березня (4 квітня) 1920, після призначення генерала Петра Врангеля Головнокомандувачем, Романовський разом із генералом Денікіним виїхав із Феодосії в Константинополь на англійському лінійному кораблі «Emperor of India». Був убитий 23 березня (5 квітня) 1920 у будівлі російського посольства в Константинополі поручником Мстиславом Харузіним, колишнім співпрацівником контррозвідки денікінської армії.
Харузін у розмові з двома іншими офіцерами наполягав на вбивстві Романовського, заявивши, що «Денікін відповідальний, але на його совісті немає темних плям; генерал же Романовський заплямував себе зв'язком, хоч і не доведеним, але на його особисту думку і на підставі наявних у нього існуючих документів, хоча б навіть і побічно, між генералом Романовським і константинопольськими банкірськими конторами, що постачали гроші і документи більшовицьким агентам, які їхали на роботу. до Добровольчої армії».У статті колишнього російського військового представника в Константинополі генерала Володимира Агапєєва вбивство генерала Романовського описано таким чином:

Около 5 часов дня 23 марта, через несколько минут после своего приезда в посольство, генерал Романовский вышел во двор перед зданием посольства, желая, по-видимому, отдать распоряжение по поводу оставленной им на катере папки с важными бумагами и имея в виду сделать это через шофёра. В тот момент, когда генерал Романовский, возвращаясь в квартиру посла, вышел из вестибюля в бильярдную комнату, неизвестный, одетый в офицерское пальто образца мирного времени, с золотыми погонами, быстро подошел сзади к генералу Романовскому, повернувшемуся к убийце, по-видимому, на звук шагов последнего, и произвел из револьвера системы «кольт» три выстрела почти в упор. Генерал Романовский упал и через две минуты, не приходя в сознание, скончался.

Генерал Агапеєв датує вбивство за прийнятим у білій армії юліанським календарем. За іншими даними, злочинець вистрілив у генерала Романовського двічі з пістолета системи «парабелум». Вбивця зумів втекти і деякий час переховувався у Константинополі. За даними письменника Романа Гуля, за місяць Харузін вирушив до Анкари для встановлення контактів із турецьким національним рухом, але під час цієї поїздки сам був убитий.

## Сім'я
З 1903 року був одружений із випускницею Катерининського інституту шляхетних дівиць Оленою Михайлівною Бакеєвою (1885—1967), дочкою курського поміщика Михайла Олексійовича Бакеєва. Їхні діти:
- Михайло (1904—1919/1920).
- Ірина (1906—1992), одружена з підпоручником Євгеном Михайловичем Маліним.
- Ольга (1910—1989), одружена з капітаном Ю. О. Рейнгардтом.